# 涅如麦乡
涅如麦乡（藏語：ཉེ་རུ་སྨད，威利转写：nye-ru-smad），是中华人民共和国西藏自治区日喀则市康马县下辖的一个乡镇级行政单位。

## 行政区划
涅如麦乡下辖以下地区：
达巴村、天坝村、都督村、白墩村和那堆村。